# Culicia quinaria
Culicia quinaria is een rifkoralensoort uit de familie van de Rhizangiidae. De wetenschappelijke naam van de soort is voor het eerst geldig gepubliceerd in 1878 door Tenison Woods.